# ابوالقاسم رملی
ابوالقاسم صاعد رملی (۱۰۶۷–۱۱۴۳م) (نسب: صاعد بن ابی‌بکر محمد بن احمد، خموشی رملی سرخسی) محدث خراسانی ایرانی بود. سمعانی اور را عالمی «درست‌سیرت، دین‌دار، تکلف‌گریز، حق‌گو» وصف کرده‌است. همچنین از اینکه گه‌گاه ذهنش نابسامان می‌شد و از عقلای مجانین شمرده می‌شد، گفته‌است. او همواره ساکن مسجد بوده‌است و سمعانی در نوبت اول در همان مسجد از او کتابت حدیث داشته‌است.